# MicroSD

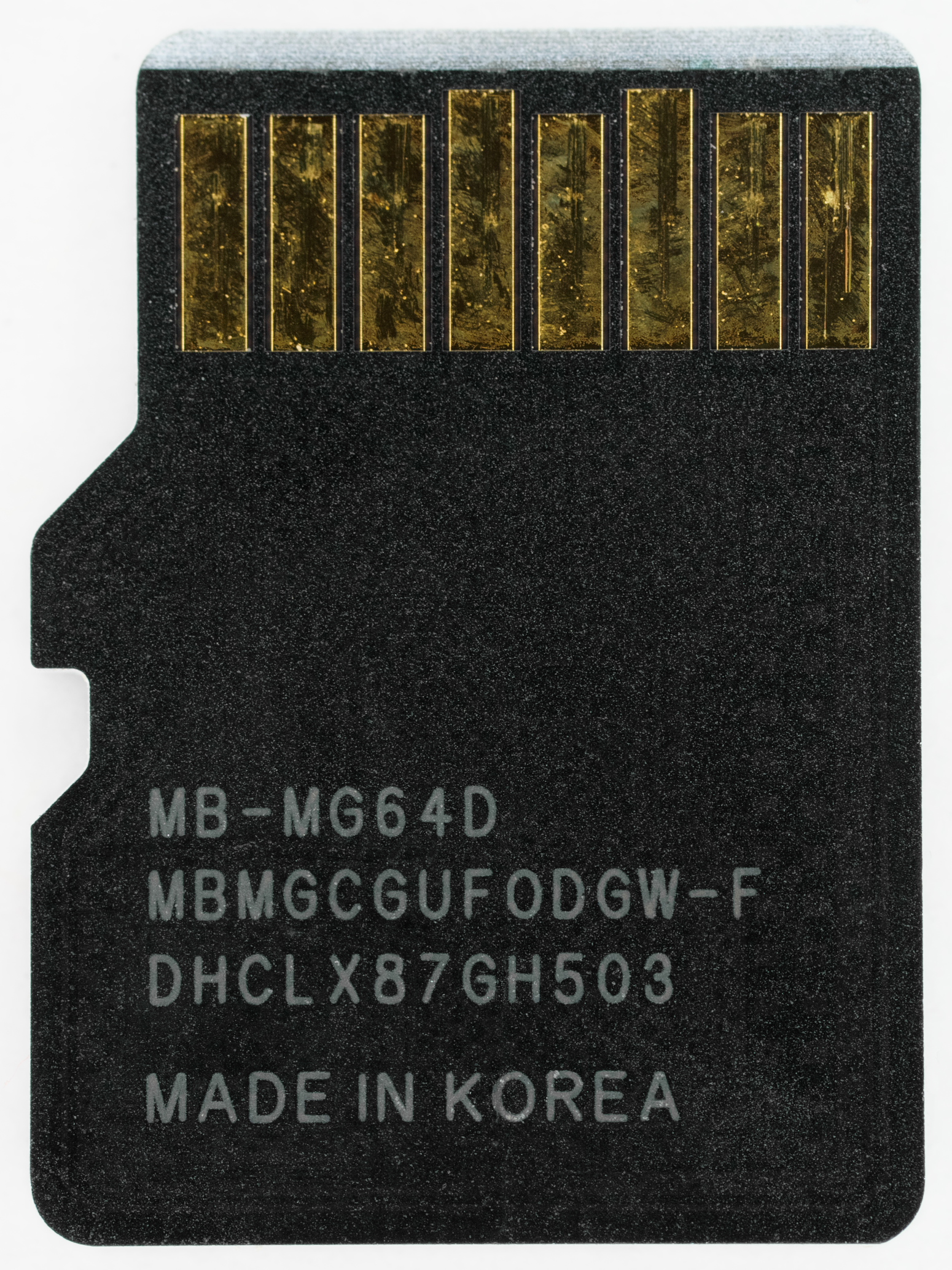
Makroaufnahme einer microSDXC-Speicherkarte von der Seite mit den acht Goldkontakten.

microSD (bis 2005 TransFlash (TF-card)) ist ein sehr kompaktes Flash-Speicherkartenformat, das elektrisch mit SD Memory Cards kompatibel ist. Die Erweiterung microSDHC definiert Kapazitäten von bis zu 32 GB und microSDXC bis 2 TB. Wie die SD-Karte wird die microSD von der SD Association nach bestimmten Standards lizenziert, mit denen die Kapazitäten und minimale Übertragungsgeschwindigkeiten definiert werden.

## Eigenschaften
Die microSD-Karten sind mit den Abmessungen 11 mm × 15 mm × 0,7 mm sehr kompakt und leicht (0,25 g). Da microSD-Karten im Wesentlichen SD-Speicherkarten mit verkleinertem Gehäuse sind, gelten für sie dieselben elektrischen Spezifikationen.
Nach SD 1.0 und SD 1.1 Standard wurden microSD-Karten in Kapazitäten von 8 MB bis 2 GB verkauft. Manche ältere Geräte können nur Karten nach diesem Standard verwenden. Analog zu SDHC-Karten gibt es die microSDHC-Karten mit Kapazitäten zwischen 4 GB und 32 GB, und microSDXC-Karten sind mit Kapazitäten zwischen 32 GB und 2 TB definiert. Speicherkarten nach dem Standard SDUC (von englisch Secure Digital Ultra Capacity ‚Sichere digitale ultra Kapazität‘) können eine Speicherkapazität zwischen 2 und 128 Terabyte haben, waren aber bis 2021 noch nicht auf dem Markt.
microSD-Karten beinhalten ebenfalls Hardware-Funktionen für DRM, die unrechtmäßiges Abspielen geschützter Medien verhindern.

## Geschichte
Das microSD-Format wurde ursprünglich von der Firma SanDisk unter der Bezeichnung T-Flash (TF-card), dann TransFlash, entwickelt. Bei der Annahme durch die SD Card Association (SDA), eine Vereinigung der Firmen Panasonic (Matsushita), SanDisk und Toshiba, wurde es schließlich im Juli 2005 in microSD umbenannt.

## Anwendung

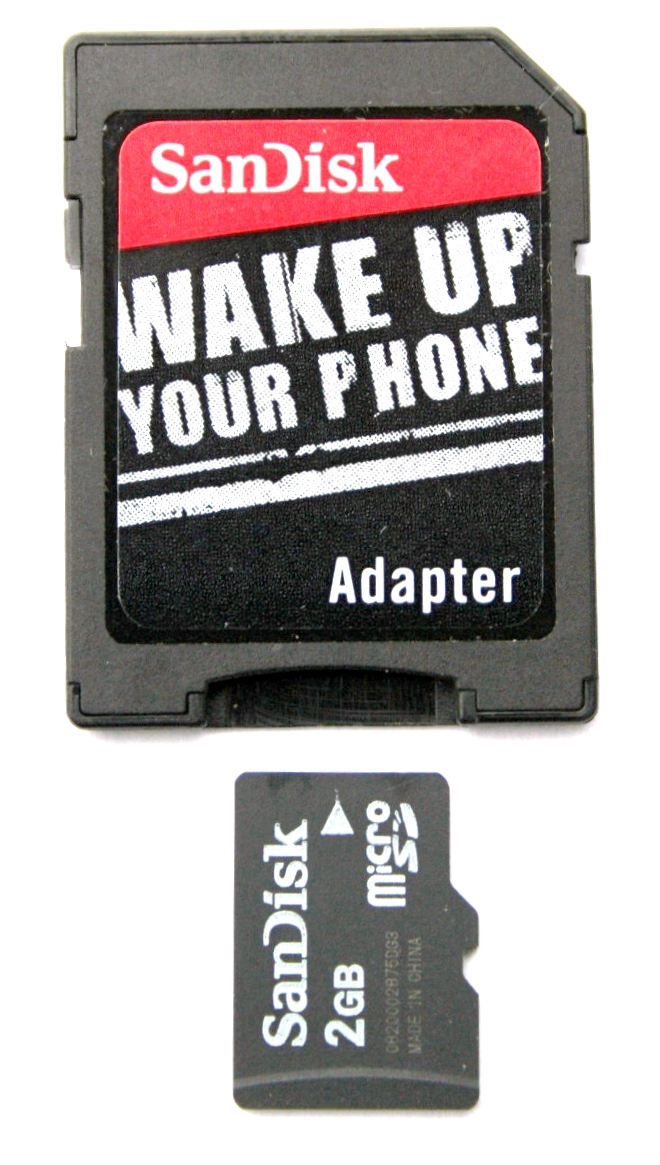
microSD-Karte mit Adapter

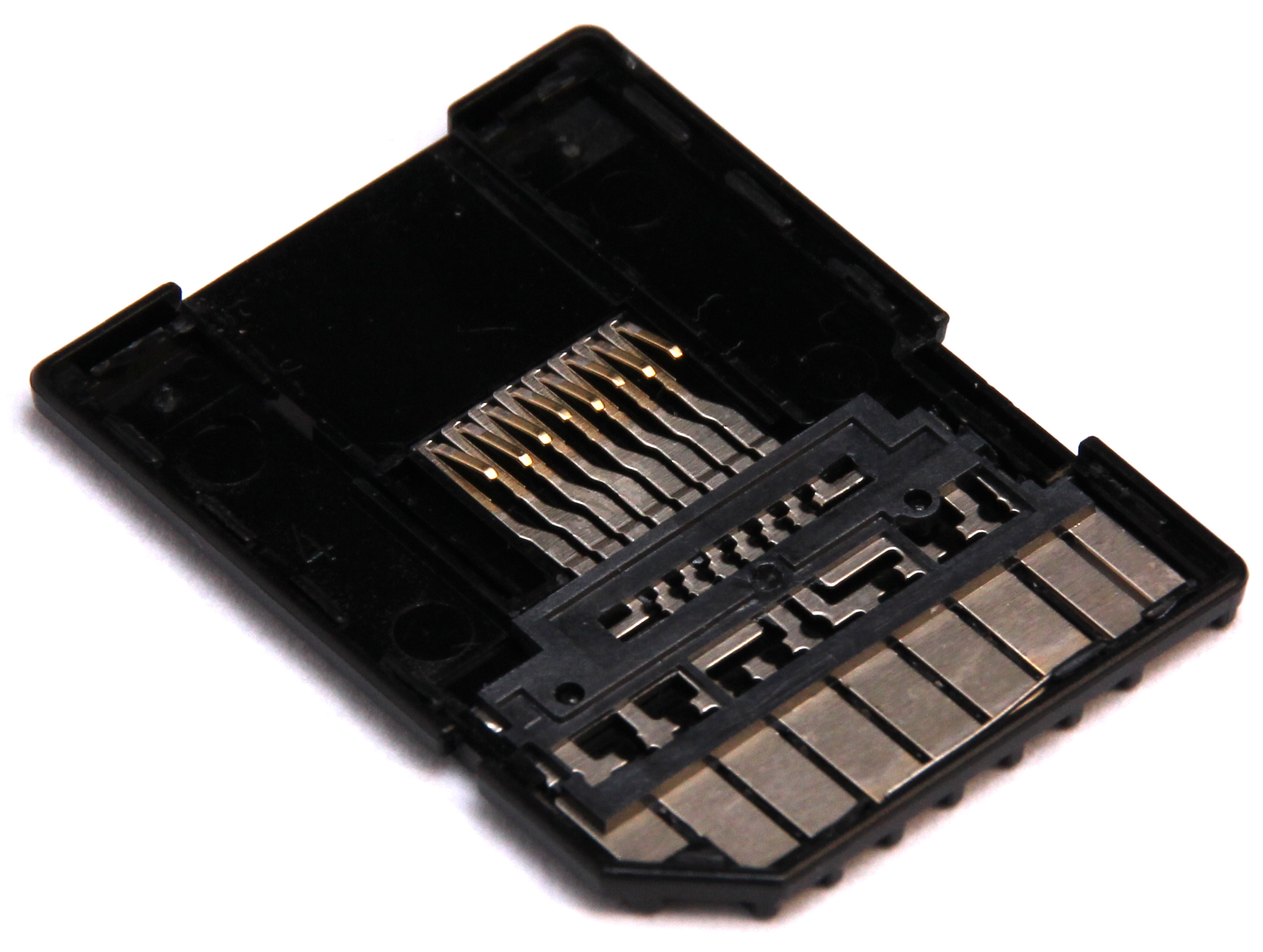
Geöffneter microSD-Adapter

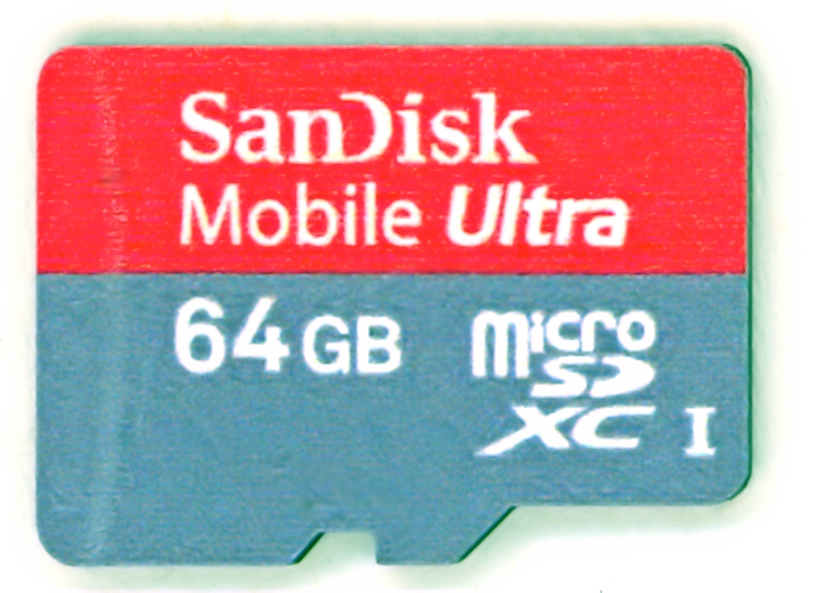
SanDisk microSDXC 64 GB

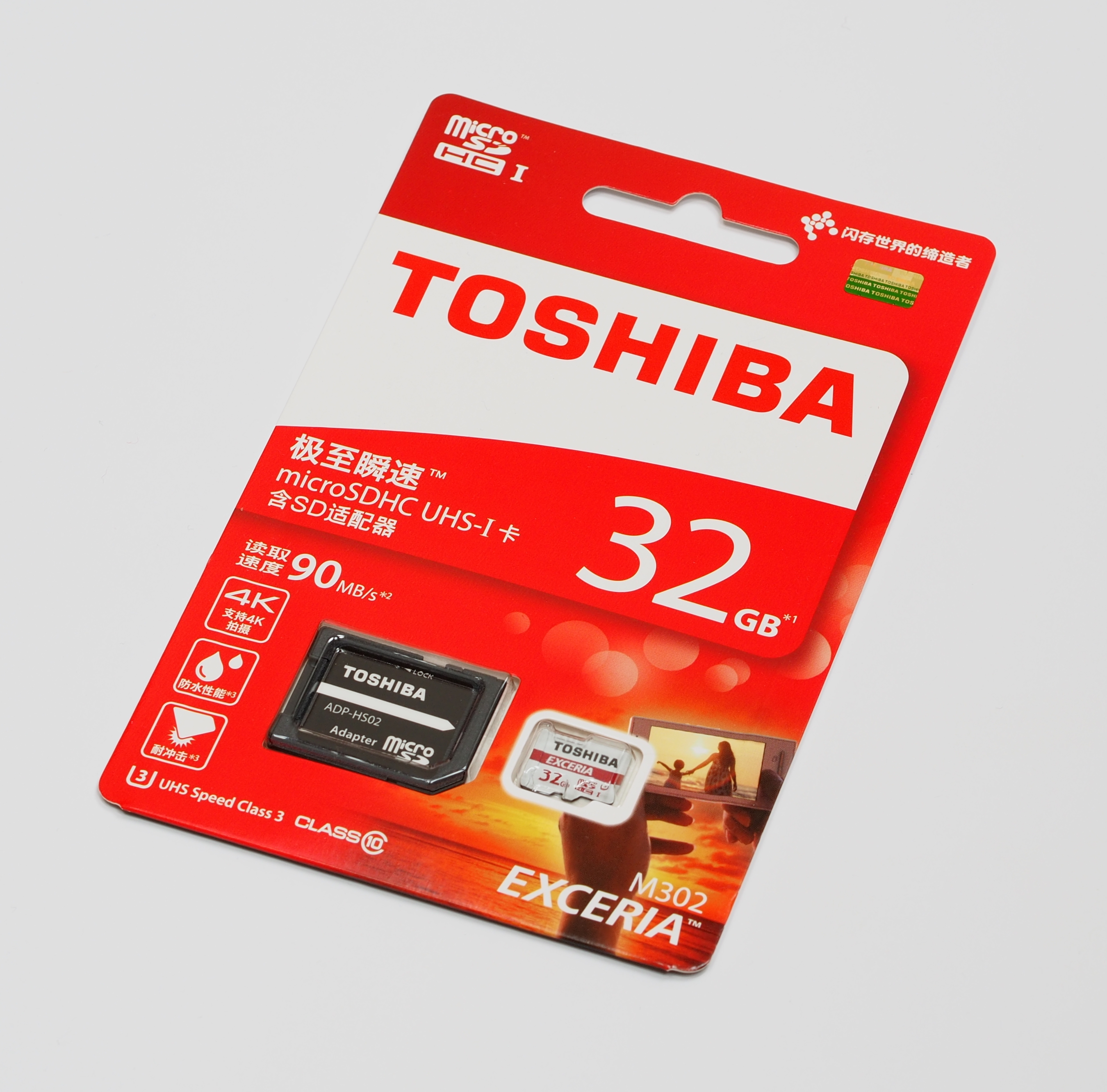
Verkaufsverpackung einer microSD-Karte für den asiatischen Markt

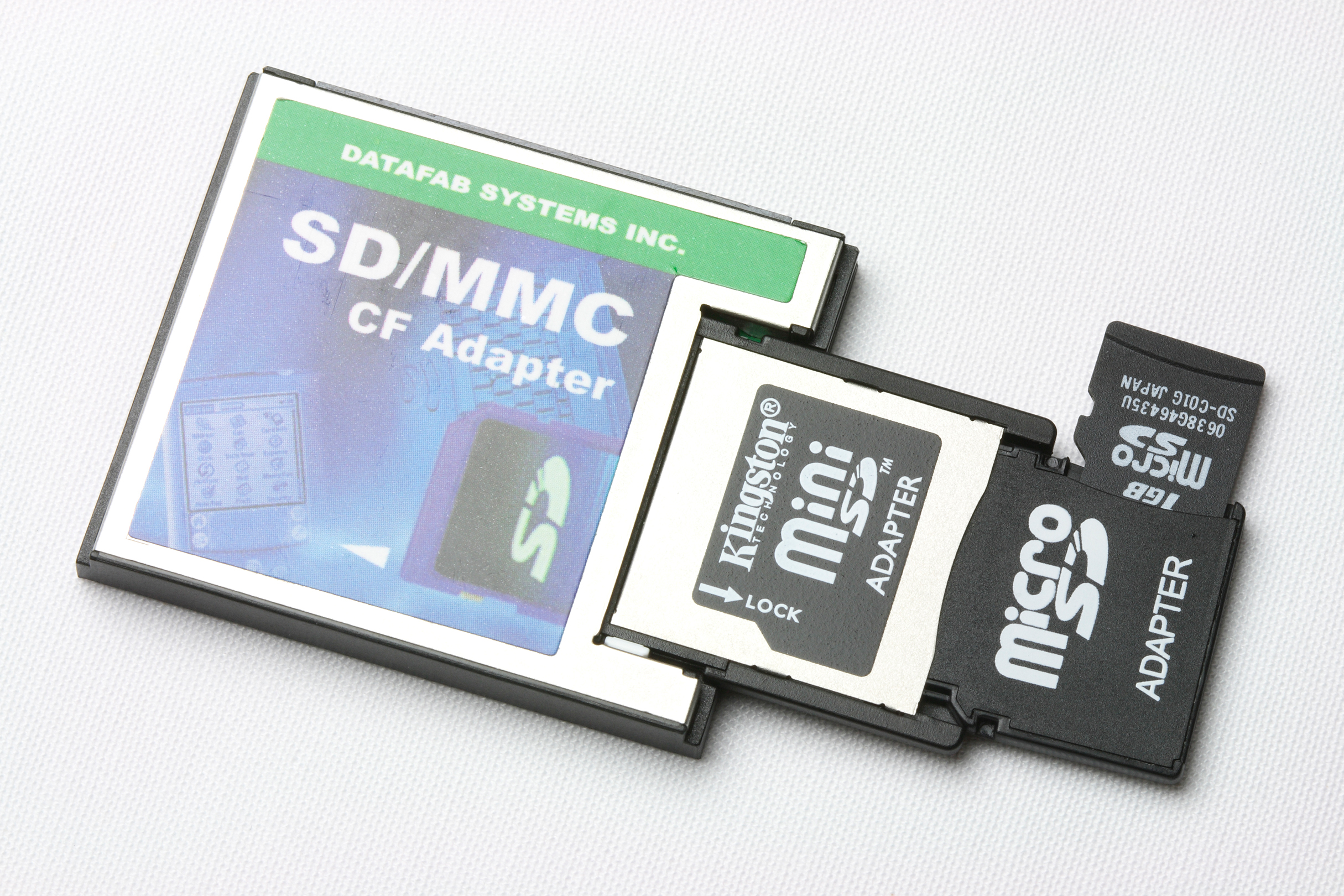
Verschiedene Adapter:
• MicroSD auf miniSD
• miniSD auf SD
• SD auf CompactFlash

microSD-Karten werden aufgrund ihrer kleinen Abmessungen und ihres geringen Gewichts insbesondere in mobilen Endgeräten wie Mobiltelefonen verwendet. Ihr Einsatz richtet sich nach dem zunehmenden Speicherbedarf von Mobiltelefonen und Smartphones. So ist es mit microSD-Karten kein Problem mehr, auf einem Handy eine große Menge an Fotos, Videos oder E-Mails zu speichern. Weitere Anwendungsgebiete sind Action-Camcorder und kleine Multicopter.

### Geschwindigkeitsklassen und Anwendung bei Mobiltelefonen
Es sind folgende Geschwindigkeitsklassen definiert:
- Class 02: 16 Mbit/s sequentielles Lesen (02 MB/s sequentielles Schreiben[3])
- Class 04: 32 Mbit/s sequentielles Lesen (04 MB/s sequentielles Schreiben[3])
- Class 06: 48 Mbit/s sequentielles Lesen (06 MB/s sequentielles Schreiben[3])
- Class 10: 80 Mbit/s sequentielles Lesen (10 MB/s sequentielles Schreiben[3])

Des Weiteren gibt es noch „UHS Speed Class“ und „Video Speed Class“, welche noch höhere Geschwindigkeit unterstützen.
Die Klassen geben die Lese- beziehungsweise Schreibgeschwindigkeiten bei sequentiellem Zugriff auf den Speicher an (Sequential R/W speed). Wichtig sind jedoch die Lese- beziehungsweise Schreibgeschwindigkeiten bei zufälligem Zugriff auf den Speicher (Random R/W speed). Speicherkarten mit hoher sequenzieller Lesegeschwindigkeit haben eine niedrigere Geschwindigkeit bei wahlfreiem Zugriff (random speed). Um die hohe sequenzielle Geschwindigkeit der Class-6/10-Karten zu gewährleisten, wird der zu lesende oder zu beschreibende Bereich des Speichers vorher initialisiert. Vor jedem Zugriff wird dazu Zeit benötigt, was die Geschwindigkeit bei wahlfreiem Zugriff verringert.

#### Anwendung Class 6/10
Diese Karten haben eine höhere sequentielle Schreib- und Leserate. Das ist besonders wichtig, wenn große Datenmengen auf die Speicherkarte transferiert werden, z. B. zur Aufnahme von Videos in HD-Qualität, Zugriff auf Alben mit hochauflösenden Fotos und dem Kopieren sehr großer Dateien.

#### Anwendung Class 2/4
Diese Karten haben meist eine höhere Geschwindigkeit bei wahlfreiem Zugriff. Das ist wichtig, wenn Funktionen des Betriebssystems (Laden von System- beziehungsweise Anwendungsdateien) und Anwendungen (Apps) auf die Speicherkarte ausgelagert werden (App2SD).

### Sicherheitsanwendungen
Die microSD-Karte ermöglicht durch den smartSD-Standard besondere Zusatzfunktionen, wie Verschlüsselung und Authentifizierung. Die SDA hat dazu eine eigene Produktkategorie für sichere Speicherkarten geschaffen, welche ein sicheres Element wie eine Chipkarte (smart card) integrieren können. Die Kommunikation zwischen Host und microSD erfolgt nach dem ASSD-Standard, der ebenfalls durch die SDA standardisiert ist. Typische Anwendungen sind Kryptographie für Regierungen wie beim Krypto-Handy in Regierungsbehörden.

## Kompatibilität
Andere von der SDA anerkannte Flashspeicher-Kartenformate sind miniSD und SD. microSD-Karten können ebenso wie miniSD-Karten in SD-kompatiblen Geräten via mechanischem Adapter verwendet werden. Diese Adapter sind oft bereits im Lieferumfang enthalten. microSDHC-Geräte können microSD-Karten ebenfalls lesen und schreiben; umgekehrt sind ältere microSD-Geräte nicht mit microSDHC kompatibel. Karten nach dem microSDXC-Standard haben mehr als 32 GB Speicher. Diese sind elektrisch zu microSDHC kompatibel, allerdings fordert der microSDXC-Standard das Dateisystem exFAT, welches von nicht microSDXC-kompatiblen Geräten nicht immer unterstützt wird. Da auch das bei SDHC gemäß Standard verwendete Dateisystem FAT32 Partitionsgrößen bis 8 TiB unterstützt, ist es oftmals möglich, eine microSDXC-Karte mit FAT32 zu formatieren und sie somit auch in nur microSDHC-kompatiblen Geräten zu verwenden. Im microSDHC-Standard sind jedoch nur Karten bis 32 GB spezifiziert, daher ist nicht garantiert, dass eine derart umformatierte microSDXC-Karte in einem Gerät, welches nur microSDHC unterstützt, fehlerfrei und mit voller Kapazität erkannt wird.
Lesegeräte sind hingegen immer abwärtskompatibel, d. h. ein microSDXC-Lesegerät kann auch microSDHC- und microSD-Karten lesen und beschreiben.

## Anschlussbelegung
Bei der microSD-Karte wird gegenüber der normalen SD-Karte ein Masseanschluss eingespart.
| Pin | Abkürzung | Funktion                       |
| --- | --------- | ------------------------------ |
| 1   | Dat2      | Datenleitung Bit 2             |
| 2   | Dat3      | Card Detect/Datenleitung Bit 3 |
| 3   | CMD       | Command Line                   |
| 4   | Vdd       | Versorgungsspannung 2,7–3,6 V  |
| 5   | Clk       | Takteingang (Clock)            |
| 6   | GND       | Signal Ground                  |
| 7   | Dat0      | Datenleitung Bit 0             |
| 8   | Dat1      | Datenleitung Bit 1             |

| Pin | Abkürzung | Funktion                            |
| --- | --------- | ----------------------------------- |
| 1   | Unused    | nicht verwendet                     |
| 2   | CS        | Chip Select (SPI-SS Slave Select)   |
| 3   | DataIn    | Dateneingang (SPI-MOSI Data Input)  |
| 4   | Vdd       | Versorgungsspannung 2,7–3,6 V       |
| 5   | Clk       | Takteingang (Clock)                 |
| 6   | GND       | Signal Ground                       |
| 7   | DataOut   | Datenausgang (SPI-MISO Data Output) |
| 8   | Unused    | nicht verwendet                     |